# Lista delle isole Orcadi
Questa voce rappresenta una lista delle isole Orcadi in Scozia. L'arcipelago delle Isole Orcadi si trova a 16 km a nord ella terraferma scozzese, e comprende 70 isole e scogli, dei quali 20 sono abitati permanentemente. Oltre a Mainland, vi sono tre gruppi di isole: le Isole del Nord e le Isole del Sud sorgono rispettivamente a nord e sud di Mainland. Le Pentland Skerries sono una serie di piccole isole situate nel Pentland Firth, un pericoloso stretto di mare situato tra la Scozia e le isole maggiori delle Orcadi, attraverso il quale si trovano le più forti correnti di marea del Regno Unito. L'isola di Stroma spesso viene citata all'interno delle isole Orcadi, ma in realtà fa parte di Caithness.

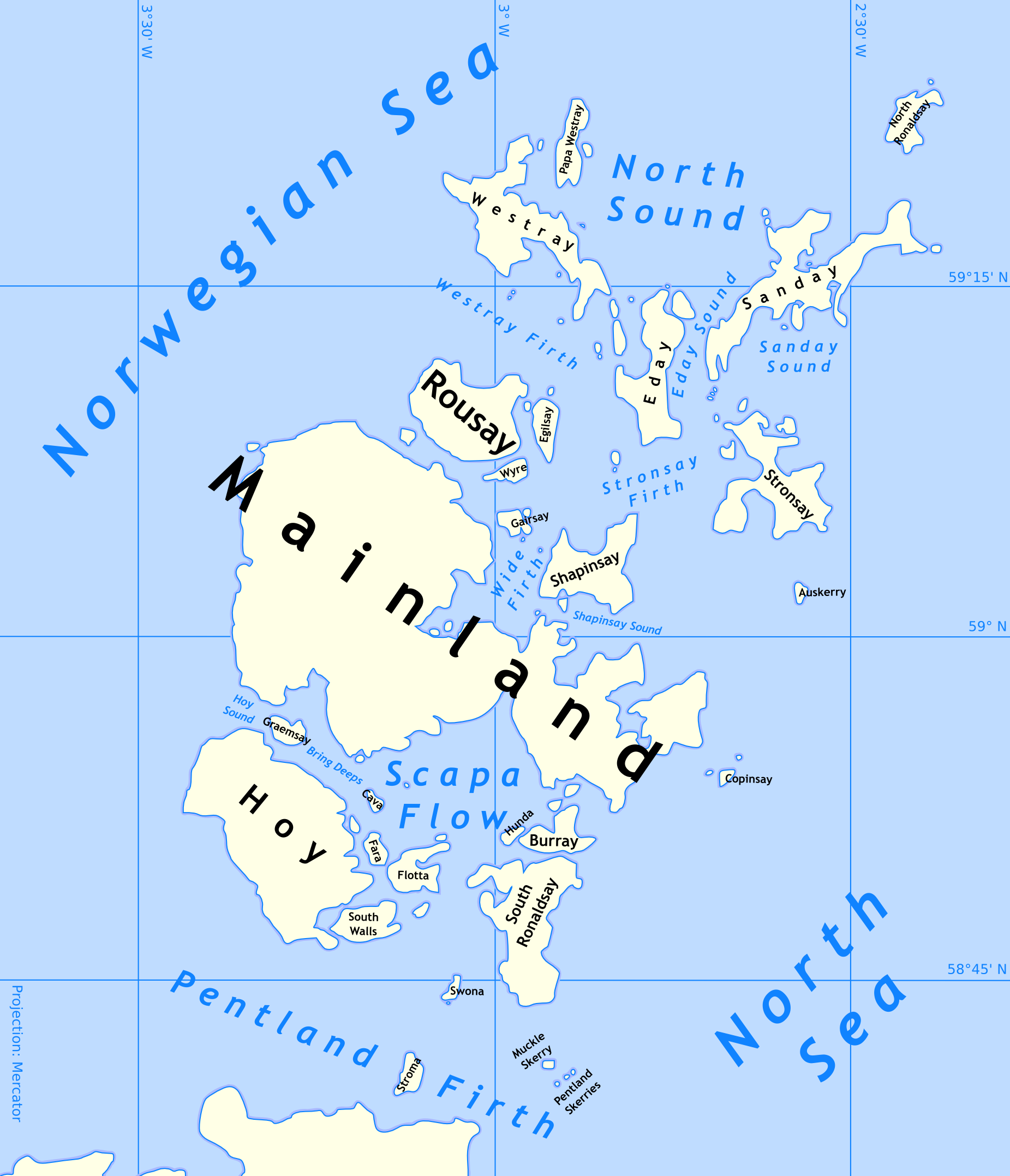
Cartina delle isole Orcadi

La definizione di isola utilizzata in questa lista corrisponde alle "terre che sono circondate dall'acqua marina quotidianamente, ma non necessariamente in tutti gli stadi della marea, ad esclusione di costruzioni umane, come ponti e strade rialzate". Vi sono quattro isole collegate a Mainland tramite una serie di strade rialzate conosciute come Churchill Barriers: sono South Ronaldsay, Burray, Lamb Holm e Glims Holm. Oltre a queste, Hunda è collegata a Burray tramite una strada rialzata. Le barriere furono costruite da prigionieri di guerra italiani come mezzo per impedire ai sottomarini nemici di accedere al vasto porto naturale di Scapa Flow, dopo l'affondamento del HMS Royal Oak da parte degli U-Boot della Germania nazista nel 1939, che causò la perdita di 883 vite. I prigionieri italiani costruirono una cappella cattolica su Lamb Holm come luogo di culto durante il periodo detentivo.
Gran parte delle isole hanno uno strato roccioso di base costituito da Old Red Sandstone, che risale a circa 400 milioni di anni fa, al periodo Devoniano. Le isole godono di buone qualità relativamente all'agricoltura e sono abitate in maniera continuativa da millenni, come mostrato nel Sito Patrimonio dell'umanità del Cuore delle Orcadi neolitiche. L'arcipelago è fortemente esposto a venti e maree, e vi sono numerosi fari per agevolare la navigazione. Il Centro Europeo per l'Energia Marina, situato a Stromness, sta attualmente testando diversi dispositivi per sfruttare l'energia del moto ondoso e l'energia mareomotrice a Billia Croo su Mainland ed Eday. Tutte le isole sono comprese nell'area del Consiglio delle Isole Orcadi; molte delle isole maggiori hanno enti che supportano l'economia locale.
La popolazione totale delle Orcadi è cresciuta dalle 19.245 unità del 2001 a 21.349 nel 2011.

## Lista

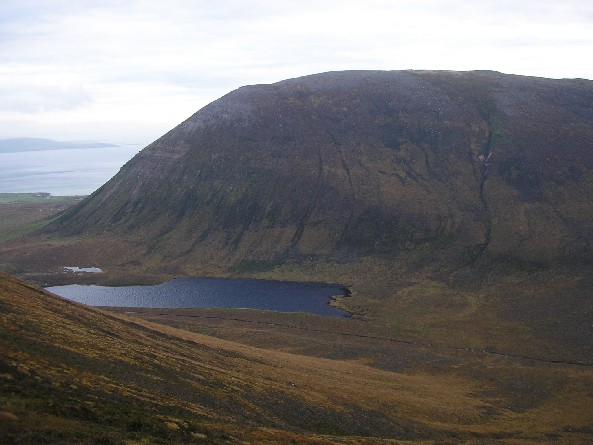
Ward Hill, Hoy

Segue una lista di isole con area superiore ai 15 ettari; i dati sull'ultimo anno di insediamento per le isole minori sono incompleti, ma tutte le isole elencate sono state abitate in vari momenti durante il Neolitico, durante il periodo dei Pitti e dei Vichinghi.
"Ward Hill" o una sua variante è un nome molto comune per i punti più alti delle isole; questi luoghi prendono il nome dalle alture utilizzate per l'illuminazione tramite lanterne di segnalazione.

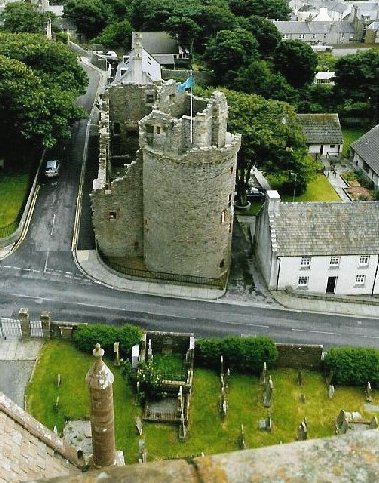
Bishop's Palace, a Kirkwall su Mainland.

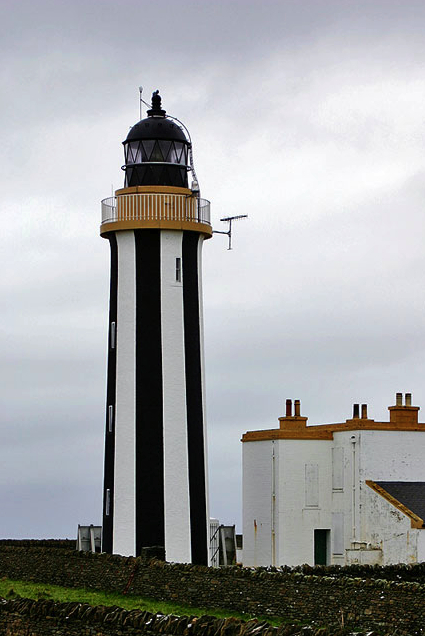
Faro di Start Point, Sanday

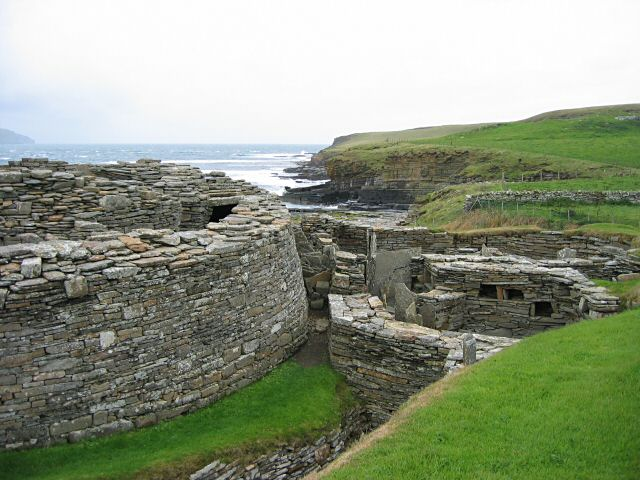
Midhowe Broch, Rousay

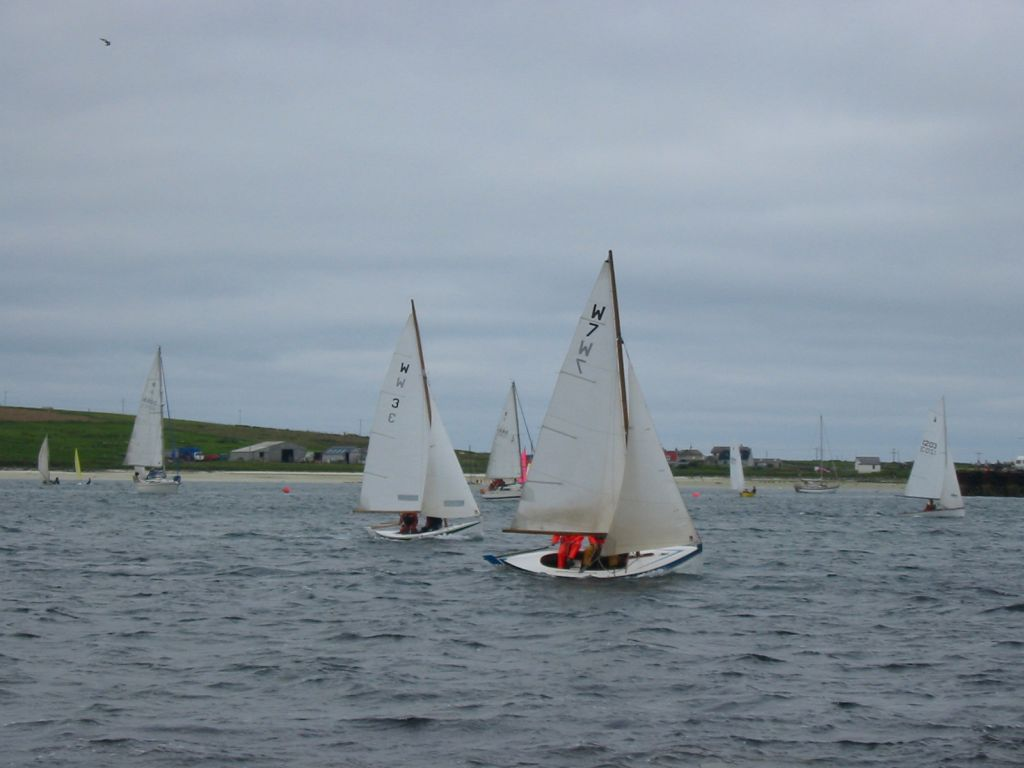
Westray Skiffs in competizione nella baia di Pierowall

| Isola              | Gruppo            | Area (ha) | Popolazione | Disabitata dal | Punto più alto  | Altezza (m) |
| ------------------ | ----------------- | --------- | ----------- | -------------- | --------------- | ----------- |
| Auskerry           | Isole del Nord    | 85        | 4           |                | West Hill       | 18          |
| Brough of Birsay   | Mainland          | 16        | 0           | non noto       | Brough Head     | 42          |
| Burray             | Isole del Sud     | 903       | 409         |                |                 | 80          |
| Calf of Eday       | Isole del Nord    | 243       | 0           | non noto       |                 | 54          |
| Calf of Flotta     | Isole del Sud     | 16        | 0           | non noto       |                 | 16          |
| Cava               | Isole del Sud     | 107       | 0           | anni '90       |                 | 38          |
| Copinsay           | Isole del Sud     | 73        | 0           | anni '70       | Broad Lee       | 70          |
| Damsay             | Isole del Nord    | 18        | 0           | non noto       |                 | 11          |
| Eday               | Isole del Nord    | 2745      | 160         |                | Ward Hill       | 101         |
| Egilsay            | Isole del Nord    | 650       | 26          |                |                 | 35          |
| Eynhallow          | Isole del Nord    | 75        | 0           | 1842-90        |                 | 30          |
| Fara               | Isole del Sud     | 295       | 0           | anni '60       | Thomson's Hill  | 43          |
| Faray              | Isole del Nord    | 180       | 0           | anni '40       |                 | 32          |
| Flotta             | Isole del Sud     | 876       | 80          |                | West Hill       | 58          |
| Gairsay            | Isole del Nord    | 240       | 3           |                |                 | 102         |
| Glims Holm         | Isole del Sud     | 55        | 0           | non noto       |                 | 32          |
| Graemsay           | Isole del Sud     | 409       | 28          |                | West Hill       | 62          |
| Helliar Holm       | Isole del Nord    | 35        | 0           | 1967           |                 | 28          |
| Holm of Faray      | Isole del Nord    | 27        | 0           | non noto       |                 | 19          |
| Holm of Grimbister | Isole del Nord    | 16        | 3           |                |                 | 8           |
| Holm of Huip       | Isole del Nord    | 24        | 0           | non noto       |                 | 18          |
| Holm of Papa       | Isole del Nord    | 21        | 0           | non noto       |                 | 15          |
| Holm of Scockness  | Isole del Nord    | 22        | 0           | non noto       |                 | 18          |
| Hoy                | Isole del Sud     | 13468     | 419         |                | Ward Hill       | 479         |
| Hunda              | Isole del Sud     | 100       | 0           | non noto       |                 | 41          |
| Inner Holm         | Isole del Sud     | 2         | 1           |                |                 | 7           |
| Lamb Holm          | Isole del Sud     | 40        | Vedi sotto  | 1945           |                 | 20          |
| Linga Holm         | Isole del Nord    | 57        | 0           | 1842-90        |                 | 18          |
| Muckle Green Holm  | Isole del Nord    | 28        | 0           | non noto       |                 | 28          |
| Muckle Skerry      | Pentland Skerries | 34        | 0           | 1994           |                 | 20          |
| North Ronaldsay    | Isole del Nord    | 690       | 72          |                |                 | 23          |
| Mainland           | Mainland          | 52325     | 17162       |                | Mid Hill        | 271         |
| Papa Stronsay      | Isole del Nord    | 74        | 0           |                |                 | 13          |
| Papa Westray       | Isole del Nord    | 918       | 90          |                | North Hill      | 48          |
| Rousay             | Isole del Nord    | 4860      | 216         |                | Blotchnie Fiold | 250         |
| Rysa Little        | Isole del Sud     | 33        | 0           | XIX secolo     |                 | 20          |
| Sanday             | Isole del Nord    | 5043      | 494         |                | The Wart        | 65          |
| Shapinsay          | Isole del Nord    | 2948      | 307         |                | Ward Hill       | 64          |
| South Ronaldsay    | Isole del Sud     | 4980      | 909         |                | Ward Hill       | 118         |
| South Walls        | Isole del Sud     | 1100      | Vedi Hoy    |                | Gallow Tuag     | 57          |
| Start Point        | Isole del Nord    | 24        | 0           | non noto       | Mount Misery    | 8           |
| Stronsay           | Isole del Nord    | 3275      | 349         |                | Burgh Hill      | 44          |
| Switha             | Isole del Sud     | 41        | 0           | XX secolo?     |                 | 29          |
| Sweyn Holm         | Isole del Nord    | 17        | 0           | non noto       |                 | 15          |
| Swona              | Isole del Sud     | 92        | 0           | 1974           | Warbister Hill  | 41          |
| Westray            | Isole del Nord    | 4713      | 588         |                | Fitty Hill      | 169         |
| Wyre               | Isole del Nord    | 311       | 29          |                |                 | 32          |

La popolazione dell'isoletta tidale di Holm of Grimbister non fu rilevata dal censimento del 2001, anche se nel 2010 era abitata e probabilmente lo era anche prima. La popolazione fu invece censita nel 2011.
La popolazione Inner Holm nel 2001 ammontava a una sola persona, anche se la cifra era inclusa nel totale di Mainland all'epoca del censimento del 2001.
Lamb Holm è "inclusa nella geografia statistica NRS delle isole abitate, ma al momento dei censimenti del 2001 e 2011 non aveva residenti abituali".
Papa Stronsay, nel 2001, aveva una popolazione residente di 10 persone, ma nel 2011 non risultava abitata permanentemente.

## Piccole isolette e scogli

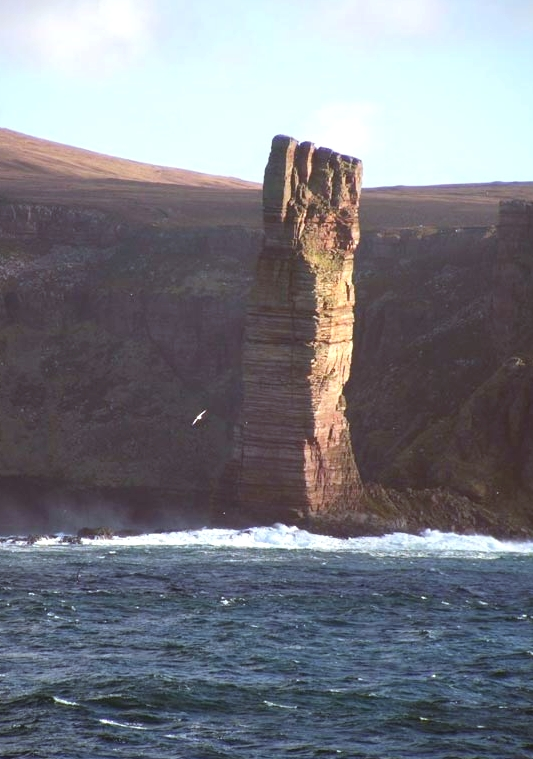
Old Man di Hoy

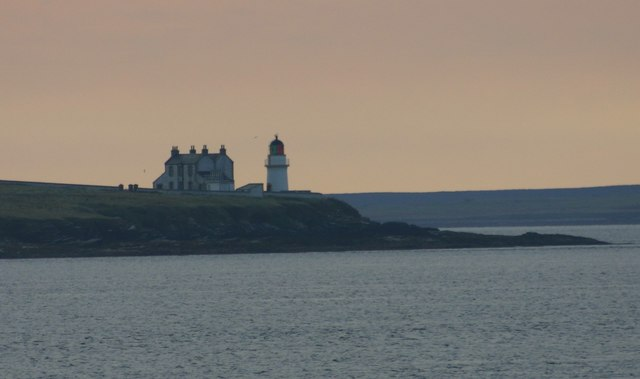
Faro di Saeva Ness, Helliar Holm

Segue una lista di piccole isole disabitate delle Orcadi (molte delle quali sono chiamate "Holm", che proviene dall'antico norreno holmr, che significa piccola isola rotonda), isolette tidali separate solamente in alcuni stadi delle maree, o scogli che sono esposti solamente in alcuni stadi delle maree.
In prossimità di:
- Auskerry: Lunga Skerries, Oessen Skerry, The Clett.
- Calf of Eday: Lashy Skerries, The Bow.
- Cava: Barrel of Butter.
- Copinsay: Black Holm, Corn Holm, Horse of Copinsay, Scarf Skerry, Sow Skerry, Ward Holm.
- Eday: Green Holm, Red Holm, Rusk Holm.
- Egilsay: Kili Holm.
- Eynhallow: Sheep Skerry.
- Gairsay: Holm of Boray, Holm of Rendall, Little Seal Skerry,  Skertours, Taing Skerry.
- Glims Holm: Dulse Skerry, Glimpsholm Skerry.
- Graemsay: Middle Skerry, Skerry of Cletts, Sour Skerry, Sow Skerry.
- Hoy: Grassy Cletts, Inner Skerry, Middle Skerry, Old Man of Hoy, Outer Skerry, The Needle.
- Mainland: Bo Skerry, Bow Skerries, Braga, Brough of Bigging, Holm of Houton, Holm of Rendall, Iceland Skerry, Kirk Rocks, Little Skerry, Mirkady Point, Nevi Skerry, Outer Holm, Oyster Skerries, Puldrite Skerry, Quanterness Skerry, Scare Gun, Seal Skerry, Skaill Skerries, Skerries of Clestrain, Skerries of Coubister, Skerries of Lakequoy, Skerry of Work, Skerry of Yinstay, Smoogro Skerry, Thieves Holm, Whyabatten, Yesnaby Castle.
- Muckle Skerry: Clettack Skerry, Little Skerry, Louther Skerry.
- North Ronaldsay: Altars of Linnay, Green Skerry, Hoe Skerries, Reefdyke, Seal Skerry.
- Papa Stronsay: Jack's Hole, Jack's Reef.
- Papa Westray: Cairn Head, Muckle Quoy.
- Rousay: Little Brig, Muckle Brig.
- Sanday: Baa Gruna,
- Shapinsay:  Broad Shoal, Grass Holm, Skerry of Vasa.
- Stronsay: Holms of Spurness, Ingale Skerry, Little Linga, The Bow.
- Swona: Selki Skerry, South Clett, The Tails of the Tarff, West Wini Skerry.
- Westray: Holm of Aikerness, Shell Holm, Skea Skerries, Wart Holm.
- Wyre: Wyre Skerries.

Le isolette remote di Sule Skerry e Sule Stack, che si trovano a 37 km ad ovest dell'arcipelago, fanno parte delle Orcadi a fini amministrativi locali.